# Svetlyj
Svetlyj (russisk: Светлый; tr. Svetlyj), indtil 1946 kendt som Zimmerbude (tysk: Zimmerbude; litauisk: Cimerbūdė), er en by i Rusland. Byen ligger i Kaliningrad oblast, der er en russisk eksklave ved Østersøen mellem Polen og Litauen.
Svetlyj ligger på halvøen Samland ved strandsøen Wisłabugten (tysk: Frisches Haff) og ca. 30 kilometer vest for byen Kaliningrad. Byen har et indbyggertal på 21.054 (2023) indbyggere. Den blev nævnt første gang i 1640 .